# Marktplatz 12 (Düsseldorf)

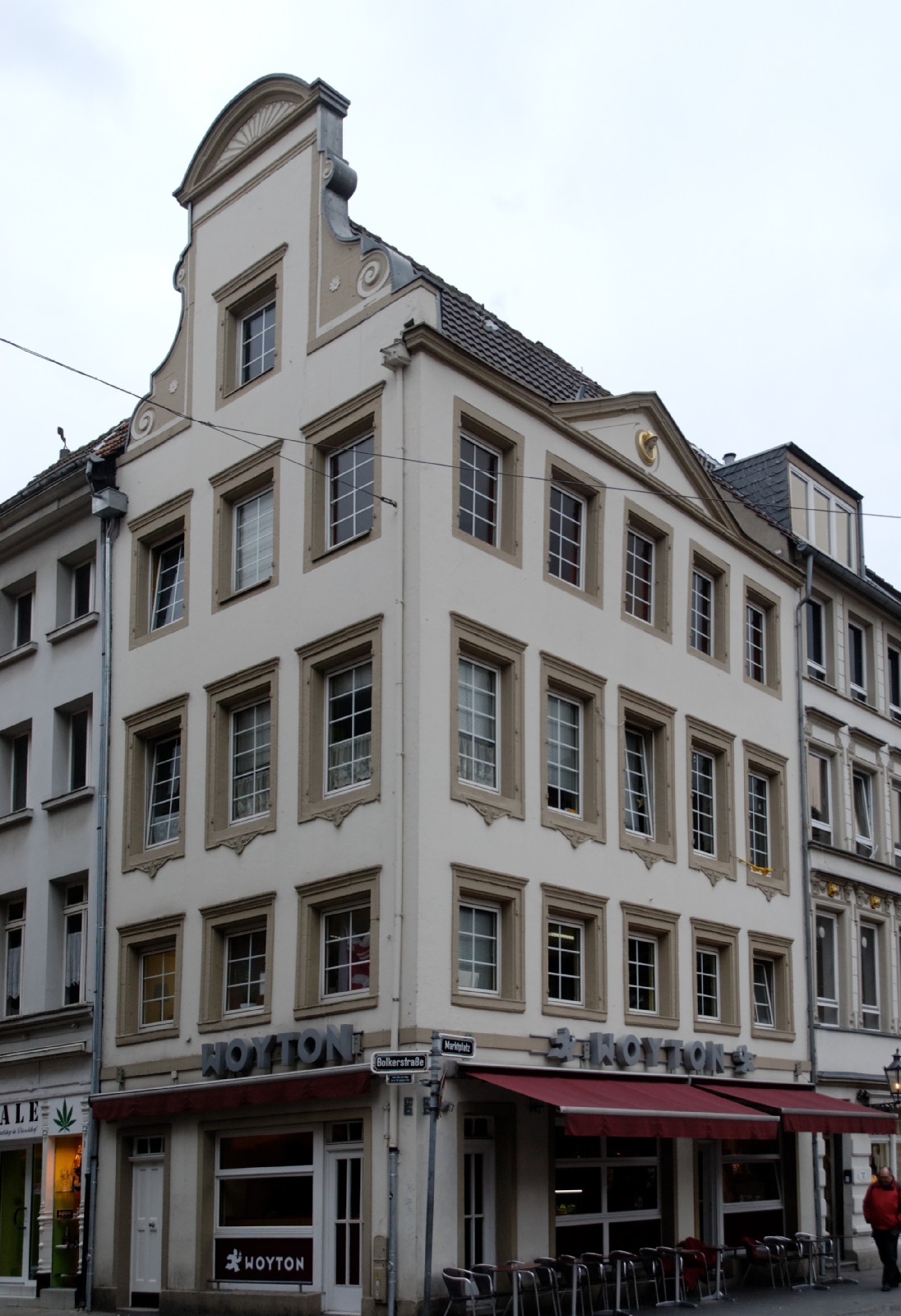
Haus Marktplatz 12

Das Haus Marktplatz 12 in Düsseldorf ist ein denkmalgeschütztes Gebäude. Es wurde nach dem Stadtbrand von 1669 durch den Hofarchitekten Dominikus Doktor errichtet. Zur Bolkerstraße zeigt es eine Fassade mit steil aufragendem Volutengiebel. Die „Eleganz und Leichtigkeit“ des Gebäudes resultiert aus der „zierlichen Ausführung des Giebelschmucks und der Fenstereinfassungen“.

## Einzelnachweis
1. 1 2   Roland Kanz, Jürgen Wiener (Hrsg.): Architekturführer Düsseldorf. Dietrich Reimer, Berlin 2001, Nr. 1 auf S. 2f.

Koordinaten: 51° 13′ 33,6″ N, 6° 46′ 20,5″ O